# Communauté de communes du Haut-Lignon

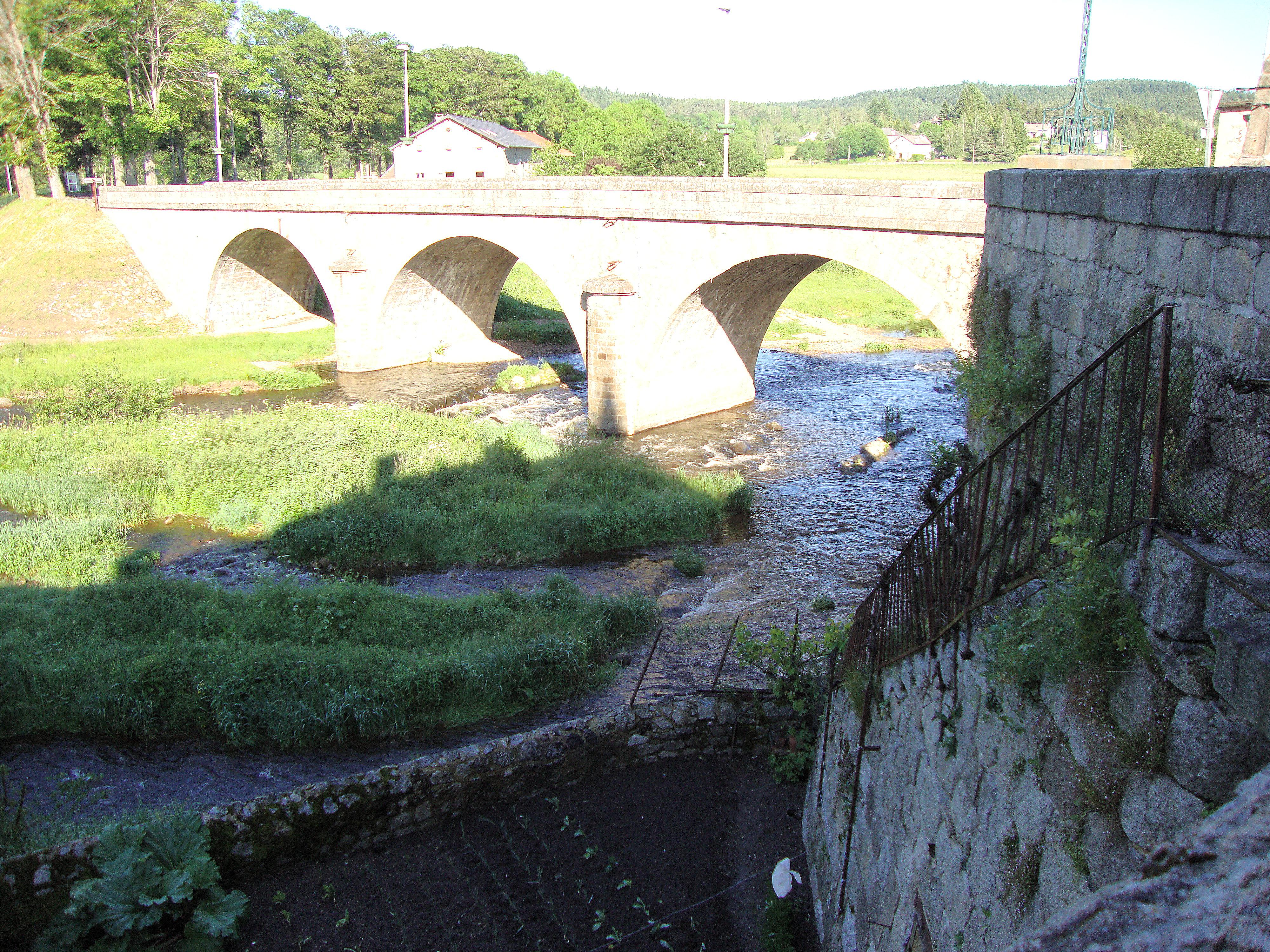
Lignon-Brücke in Tence

Die Communauté de communes du Haut-Lignon ist ein französischer Gemeindeverband mit der Rechtsform einer Communauté de communes im  Département Haute-Loire in der Region Auvergne-Rhône-Alpes. Sie wurde am 22. Dezember 2000 gegründet und umfasst sechs Gemeinden. Der Verwaltungssitz befindet sich im Ort Tence.

## Mitgliedsgemeinden
| Gemeinde                              | Einwohner 1. Januar 2022 | Fläche km² | Dichte Einw./km² | Code INSEE | Postleitzahl |
| ------------------------------------- | ------------------------ | ---------- | ---------------- | ---------- | ------------ |
| Chenereilles                          | 291                      | 14,42      | 20               | 43069      | 43190        |
| Le Chambon-sur-Lignon                 | 2.451                    | 41,71      | 59               | 43051      | 43400        |
| Le Mas-de-Tence                       | 157                      | 12,83      | 12               | 43129      | 43190        |
| Mazet-Saint-Voy                       | 1.111                    | 45,02      | 25               | 43130      | 43520        |
| Saint-Jeures                          | 993                      | 34,14      | 29               | 43199      | 43200        |
| Tence                                 | 3.148                    | 52,12      | 60               | 43244      | 43190        |
| Communaute de communes du Haut-Lignon | 8.151                    | 200,24     | 41               | –          | –            |

## Geographische Lage
Der Gemeindeverband liegt im Südosten des Départements Haute-Loire, an der Grenze zum Département Ardèche. Die Städte Le Puy-en-Velay und Saint-Étienne liegen jeweils rund 50 Kilometer entfernt.